# ایندوس نیوز
ایندوس نیوز (انگلیسی: Indus News) شرکت رسانه‌ای پاکستانی است، که در سال ۲۰۱۸ تأسیس شد.